# Centro mundial de la paz
El Centro Mundial por la Paz, las Libertades y los Derechos Humanos es un lugar de exposición, encuentro y reflexión para la promoción de la paz, las libertades y los derechos humanos. Creado en 1990, está ubicado desde 1994 en el antiguo palacio episcopal de Verdun, en el departamento de Mosa, en la región del Gran Este.
Fue construido en el siglo XVIII para servir como una prestigiosa residencia para los obispos de Verdun. Adquirido por el municipio en 1906 tras la separación de la Iglesia y el Estado, sufrió graves daños durante la Batalla de Verdún en 1916. Después de una importante campaña de restauración, el obispo pudo regresar a las instalaciones en 1935. Dejó el palacio definitivamente en 1993 para permitir que el Centro Mundial para la Paz se estableciera allí al año siguiente.
El centro acoge exposiciones temporales de diversa duración, conferencias, simposios y conciertos. Un ala del palacio episcopal alberga también la biblioteca municipal.

## Palacio episcopal

### Historia
En 1724, Charles-François d'Hallencourt, obispo de Verdun, apodado el "albañil mitrado", decidió proveerse de una nueva residencia digna del obispado. Hizo un llamamiento a Robert de Cotte, primer arquitecto del rey Luis XV, luego, a su muerte en 1735, a su hijo Jules-Robert de Cotte. El nuevo palacio episcopal se construyó junto a la catedral de Notre-Dame y su claustro, en el sitio del antiguo palacio del obispo Nicolás Psaume del siglo XVI, considerado irremplazable. La obra iniciada en 1725 bajo la dirección del M d'Hallencourt fue continuada hasta finales de siglo por sus sucesores, el Aymar de Nicolaï y el M Henri-Louis-René des Nos. Si bien la obra aún no estaba terminada, Luis XV se quedó en la residencia en 1741.
La Revolución de 1789 puso fin a la obra y el obispo abandonó el palacio por una residencia más modesta. En 1801, el Concordato redujo el número de obispados en Francia, el obispado de Verdún fue abolido y unido al de Nancy-Toul hasta 1823. El edificio albergó entonces servicios militares y administrativos como la subprefectura y la corte. En 1823, el obispo recuperó su posesión.
En 1906, con la ley de separación de la Iglesia y el Estado, el edificio fue definitivamente confiscado y entregado a la ciudad de Verdún. Permanece desocupado hasta la instalación del museo municipal en mayo de 1914. Durante la Primera Guerra Mundial, y en concreto durante la Batalla de Verdún de 1916, el palacio sirvió como hospital temporal para las tropas francesas. Tomado por blanco, sufre daños importantes por parte de la artillería alemana
El 25 de marzo de 1920 fue clasificado como monumento histórico. Entre 1926 y 1935 se sometió a un vasto proyecto de restauración, y en 1935, el obispo Charles Ginisty fue el primer obispo en volver a las instalaciones durante 30 ans gracias a un contrato de alquiler.
En 1993, el obispo de Verdún, Marcel Herriot, acordó dejar el palacio episcopal por el Hôtel d'Anglemont, situado frente a la catedral, permitiendo así que el Centro Mundial por la Paz se instalase allí en 1994.

### Arquitectura
El Palacio Episcopal se encuentra junto a la Catedral de Notre-Dame. Consiste en un edificio de piedra que rodea un patio interior en forma de herradura. La fachada trasera del palacio, rectilínea, domina un jardín francés con vistas a la ciudad de Verdun.  En el interior, destaca en particular la antigua capilla episcopal, con su decoración neoclásica de pilastras, cornisas y pinturas y su escalera con su barandilla de hierro forjado.
Debajo, los pasajes subterráneos se comunican con los niveles superiores. Fueron construidos en la segunda mitad del siglo XX con el fin de ser más accesible para las visitas.
En su entrada se enumera la lista completa de los obispos de Verdun. Fijado en 1927, entonces tenía 106 nombres.
En sus Memorias, Saint Simon describe el edificio como el "palacio episcopal más espléndido de Francia".

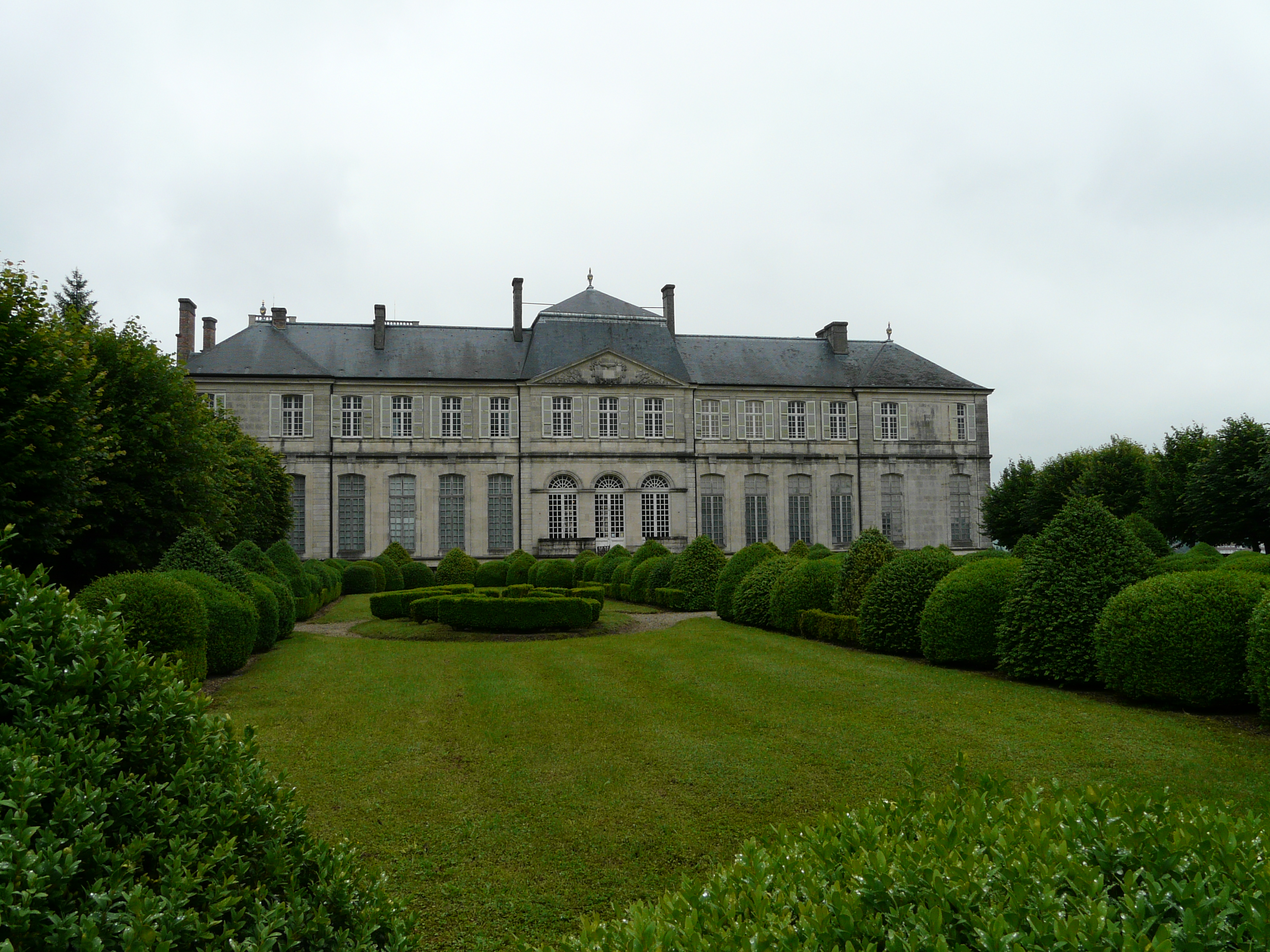
Fachada trasera del palacio y su jardín.
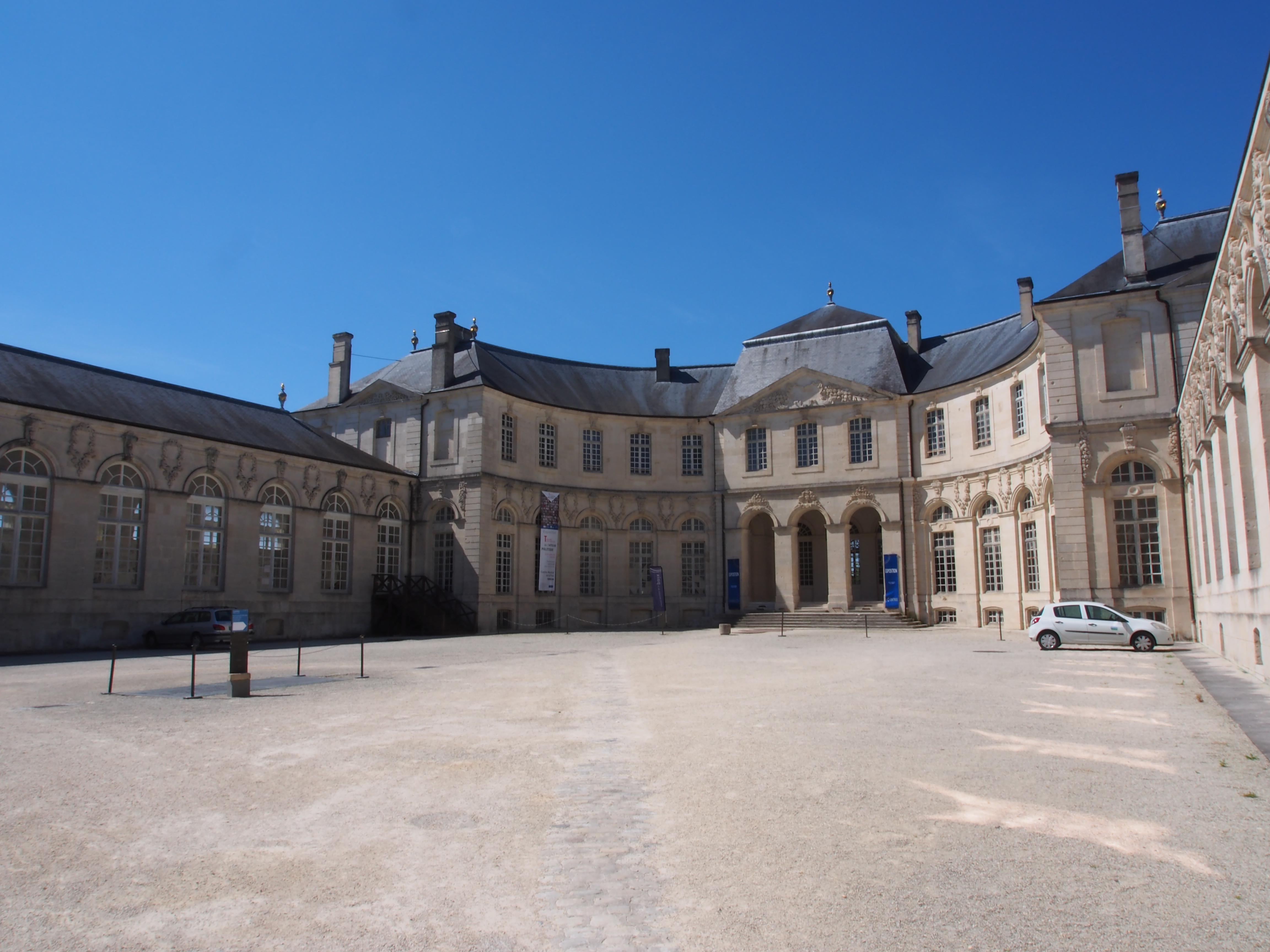
Lado oeste del palacio desde el patio interior.
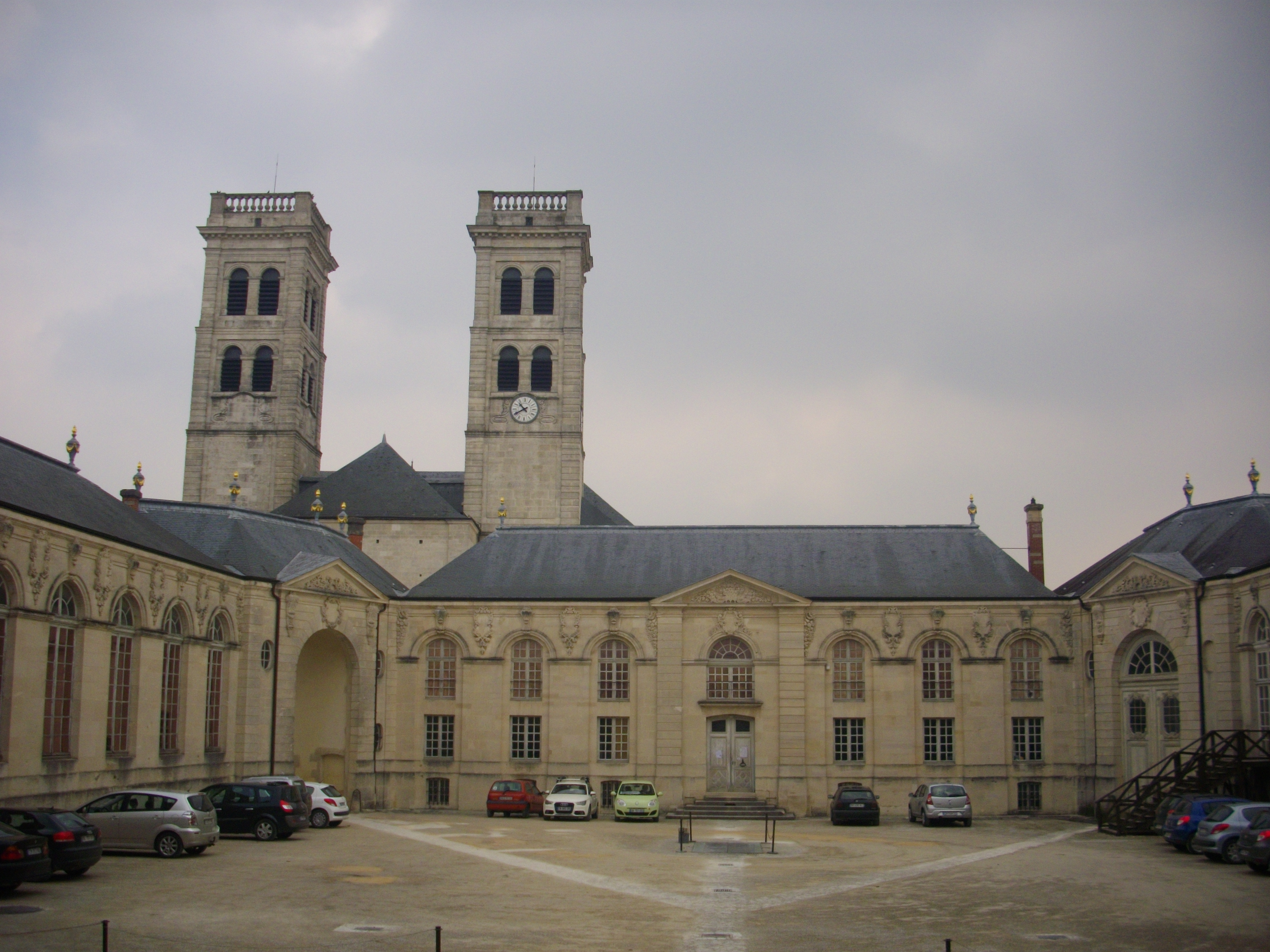
Lado este del palacio y la catedral desde el patio interior.
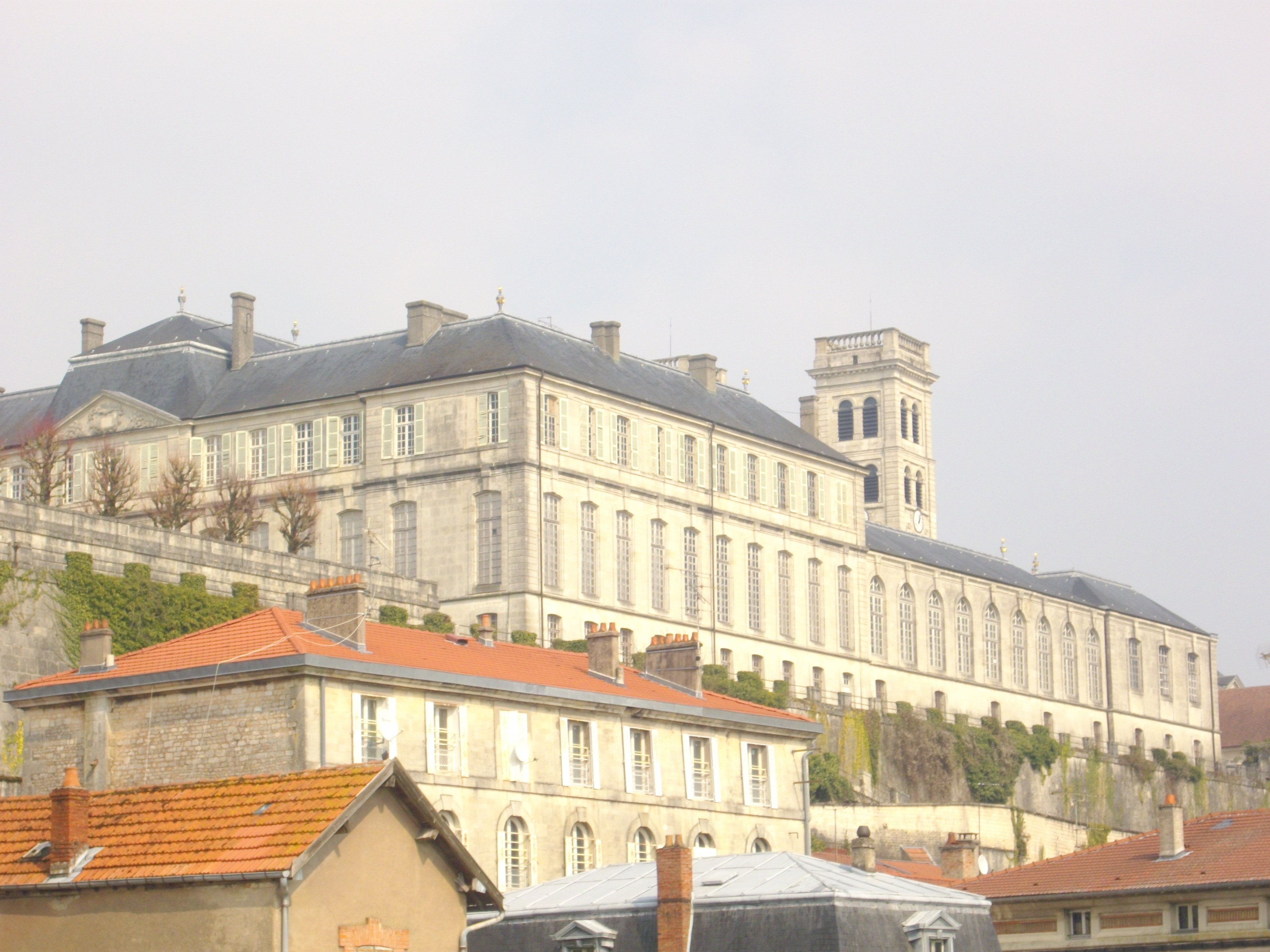
Palacio con vistas a la ciudad baja.
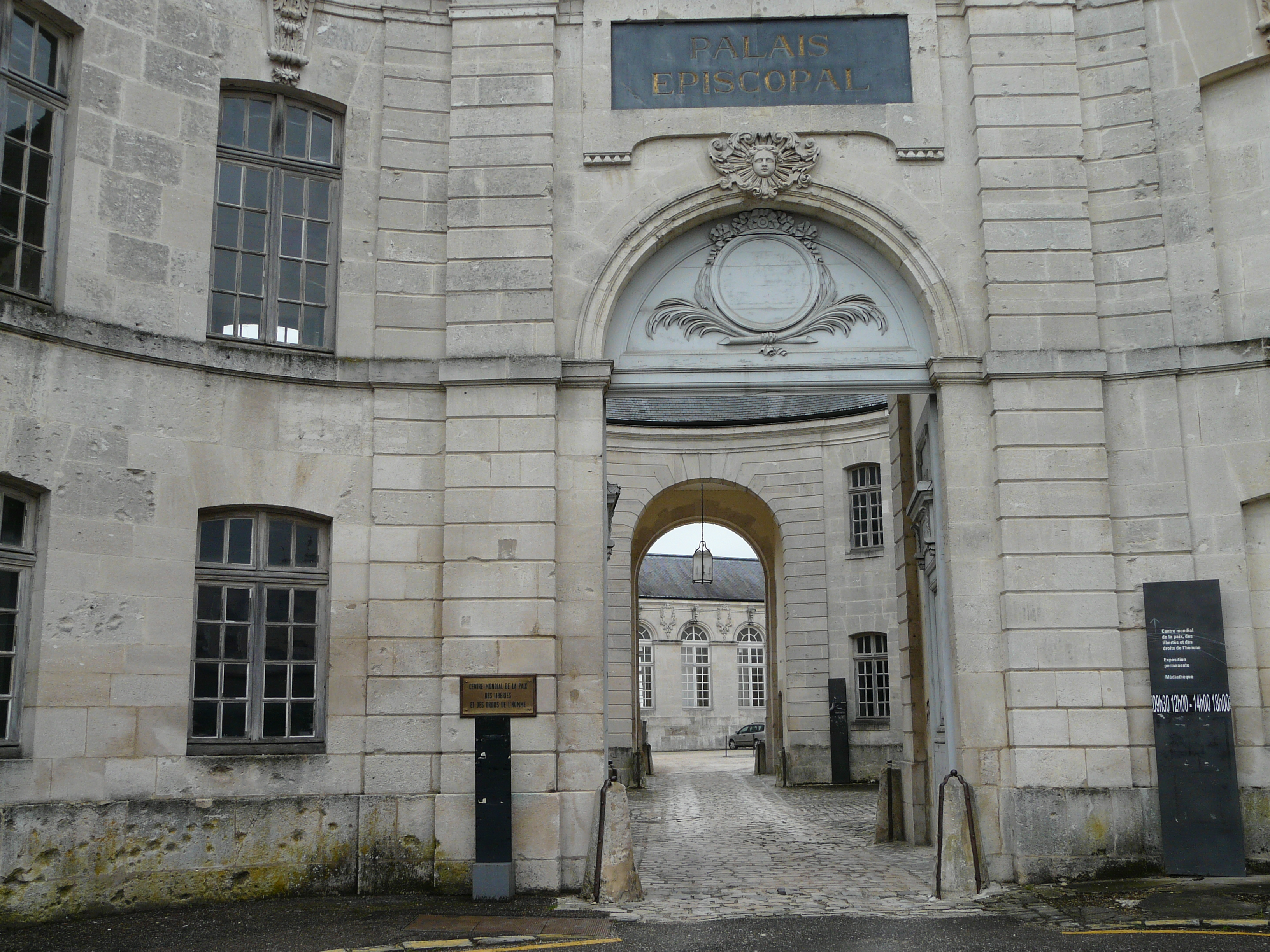
Entrada al patio interior.

## Centro Mundial para la Paz, las Libertades y los Derechos Humanos

### Histórico
El 2 de febrero de 1990 la asociación del Centro Mundial para la Paz es creada por cuatro socios institucionales: el Estado, el consejo regional de Lorena, el consejo general del Mosa y la ciudad de Verdún. El proyecto fue apoyado por Javier Pérez de Cuéllar, Secretario General de las Naciones Unidas, durante su visita a la ciudad en 1988.
En 1993, el obispo de Verdún, M Marcel Herriot, acordó dejar el palacio episcopal por el Hôtel d'Anglemont, situado frente a la catedral. Así permitió que el Centro Mundial por la Paz se instalara allí en 1994, tras nuevas obras de rehabilitación por valor de 93 millions de euros. El centro se inauguró 30 de junio de 1994 por Édouard Balladur, entonces primer ministro, y se abrió al público al día siguiente.
Diseñado como un lugar complementario a los sitios conmemorativos del campo de batalla de Verdún, el Centro Mundial por la Paz, las Libertades y los Derechos Humanos ofrece un programa que repasa la historia entre Francia y Alemania, una historia que llevó a los dos países a oponerse durante 3 grandes conflictos, historia que les permitió reconciliarse y ser motor del modelo europeo.
Su programación de exposiciones temporales y eventos se centran en las relaciones franco-alemanas, en el Centenario de la 1 Guerra Mundial y en diferentes aspectos de los derechos humanos y los conflictos contemporáneos que permiten lecturas comparativas.

### Función
El Centro Mundial por la Paz, las Libertades y los Derechos Humanos es un lugar de encuentro y reflexión para la promoción de la paz, las libertades y los derechos humanos. Allí se organizan exposiciones, conferencias, simposios, conciertos y proyecciones. Se pueden alquilar varias salas de 20 a 300 places para eventos privados o públicos.

### Asistencia
| Año        | 2003   | 2004   | 2005   | 2006   | 2007   | 2008   | 2009   | 2011  | 2012  | 2013   |
| Visitantes | 61,080 | 79,539 | 68.451 | 88,892 | 79,028 | 17,904 | 11,702 | 6,030 | 6,434 | 30,743 |

### Eventos
En conexión con socios internacionales, el Centro Mundial para la Paz, las Libertades y los Derechos Humanos organiza y participa en muchos eventos. :
| Fecha                         | Evento                                                                   | Instalaciones | Fotos | Descripción |
| ----------------------------- | ------------------------------------------------------------------------ | ------------- | ----- | --- |
| Del 1 al 5 de febrero de 2017 | 16 Cumbre Internacional de Premios Nobel de la Paz                       | Bogotá        |       | Por primera vez en su historia, el Centro Mundial para la Paz fue invitado a participar en la Cumbre del Premio Nobel de la Paz. Esta participación se hizo como observador junto a los 18 000 participants, y como actor con un stand junto a los de la Unión Europea y la ONU, pero también con una exposición reubicada. : el Gesto de Verdún : Mitterrand-Kohl entregado a los Laureados del Premio Nobel de la Paz antes de su itinerancia en Colombia bajo los auspicios de las Embajadas de Francia y Alemania. Una participación para apoyar el incipiente proceso de reconciliación y fomentar los símbolos para mantenerlo como la amistad franco-alemana. |
| 22 al 27 de enero de 2017     | Conmemoraciones oficiales en honor a las víctimas del Nacionalsocialismo | Berlina       |       | Por 3 año consecutivo, el Centro Mundial para la Paz, las Libertades y los Derechos Humanos ha seleccionado, a petición del Bundestag, a una joven francesa, para participar en las conmemoraciones oficiales en honor a las víctimas del nacionalsocialismo. |
|                               |                                                                          |               |       | |

## Biblioteca Municipal

### Historia
En el siglo XVIII, todas las obras se almacenaban en la Abadía de Saint-Paul en condiciones de conservación desfavorables. En 1803, el subprefecto decidió trasladarlos al antiguo colegio de los jesuitas. El bibliotecario Dom Ybert los ordenó y catalogará. Se vendieron 5000 volúmenes por inservibles o duplicados, se desechan 3 000 y se conservaron 29 721. En 1875 se publicó el catálogo de manuscritos e incunables.
A partir del 15 de mayo de 1820, la biblioteca estaba abierta al público dos veces por semana. Los bibliotecarios continúan con su labor de revisión de los libros. El 28 de septiembre de 1890, la biblioteca se trasladó al antiguo teatro.
Desde el comienzo de la Primera Guerra Mundial, el bibliotecario, el M. Leboyer, cobijó los libros más preciados en los sótanos del palacio episcopal. Rápidamente, decide enviarlos a su ciudad natal, Riom, en Puy-de-Dôme . Un primer convoy partió de Verdún el 27 de septiembre de 1915, dos días antes del bombardeo del palacio, y un segundo el 29 de noviembre. En septiembre de 1916, los libros restantes son evacuados a Bar-le-Duc por el Camino Sagrado y depositados en la biblioteca municipal y los archivos departamentales. Treinta camiones se movilizan durante una semana para la mudanza. En marzo de 1918, el depósito se envío a su vez a Riom.
En 1920, al final de la guerra, las obras fueron devueltas a Verdún y almacenadas en el sótano del palacio. Finalmente, se decide reinstalar la biblioteca en el palacio y se ejecutaron las obras. El 21 de septiembre de 1927, la biblioteca fue inaugurada por el alcalde de Verdun Victor Schleiter y el presidente del Consejo Raymond Poincaré. Se abrió al público el 11 de octubre de 1928.

### Colecciones
Parte del antiguo palacio episcopal alberga la biblioteca/mediteca municipal que cuenta con más de 15 000 documents, entre libros, cómics, revistas, películas y 16 000 CD. La biblioteca cuenta con un fondo antiguo, compuesto por documentos de las bibliotecas eclesiásticas confiscados después de la Revolución. También tiene una colección 14-18 de casi 3000 libres  y varios documentos sobre la Primera Guerra Mundial en el Mosa y la Batalla de Verdún.

## Honores
- 2018 : Premio Ciudadano Europeo[25]